# I mali del secolo
I mali del secolo è l'undicesimo album di Adriano Celentano pubblicato il 5 maggio 1972.

## Storia
SI tratta del primo album del quale Celentano firmò tutte le musiche e tutti i testi, fatta eccezione per la cover di Ready Teddy – brano rock and roll portato al successo da Little Richard – e per la versione in italiano di Quel signore del piano di sopra, al cui testo collaborarono Luciano Beretta e Miki Del Prete. In quasi tutti brani il cantautore milanese esprime il suo punto di vista su vari argomenti di natura sociale.
Collaborano al disco due musicisti del gruppo il Balletto di Bronzo, Gianni Leone alle tastiere e Giancarlo Stinga alla batteria; in un brano compare Giuni Russo ai cori.
L'album si apre con la già citata Ready Teddy; segue la prima canzone tematica, pubblicata anche su 45 giri, Un albero di trenta piani, nella quale l'autore riprende il tema dell'ecologia, attacca la speculazione edilizia e l'inquinamento e, nel finale, se la prende in particolare con il grattacielo Pirelli di Milano, appunto di trenta piani. La canzone fu anche pubblicata in lingua spagnola con il titolo Un arbòl de 30 pisos per il mercato spagnolo e latino americano con Ready Teddy sul retro. Lato B del 45 giri italiano è invece Forse eri meglio di lei, canzone sulla crisi della coppia, che è il terzo brano dell'album, seguito da La ballata di Pinocchio.
Nella canzone di apertura del lato B, Disse, Celentano si immedesima in Dio e si rivolge agli uomini, esortandoli a non curarsi solo di accumulare denaro e ricchezze; segue La siringhetta, sul tema della droga, e l'animalista L'ultimo degli uccelli; l'album si chiude con due versioni, l'una dopo l'altra, della stessa canzone: Quel signore del piano di sopra; la prima è cantata in un finto inglese e la seconda in italiano.
Gli arrangiamenti e la direzione d'orchestra sono a cura di Nando De Luca (Ready Teddy), Natale Massara (La ballata di Pinocchio, Quel signore del piano di sopra) e Detto Mariano (tutti gli altri brani). Mariano chiamò in veste di esecutori Giancarlo Stinga e Gianni Leone del gruppo il Balletto di Bronzo, al cui album Ys stava collaborando in quegli stessi giorni, e impiegò Giuni Russo, all'epoca non ancora affermata come interprete solista, in veste di corista sul brano La siringhetta.

## Copertina
La copertina è una fotografia di Celentano con accanto un microfono, montata sul disegno di una metropoli in miniatura con un pallido sole sullo sfondo.

## Tracce
Testi e musiche di Adriano Celentano, eccetto dove indicato.
Lato A
1. Ready Teddy – 3:07 (Robert Blackwell, John Marascalco)
2. Un albero di trenta piani * – 4:02
3. Forse eri meglio di lei – 5:26
4. La ballata di Pinocchio – 6:44

Lato B
1. Disse – 4:20
2. La siringhetta – 4:42
3. L'ultimo degli uccelli – 4:47
4. Quel signore del piano di sopra – 5:18